# Vandellòs i l'Hospitalet de l'Infant
Vandellòs i l'Hospitalet de l'Infant là một đô thị trong comarca Baix Camp, tỉnh Tarragona, cộng đồng tự trị Catalonia, Tây Ban Nha.

## Biến động dân số
| 1900 | 1930 | 1950 | 1970 | 1986 | 2007 |
| ---- | ---- | ---- | ---- | ---- | ---- |
| 2722 | 2336 | 1936 | 2394 | 4338 | 5420 |